# Acridoidea

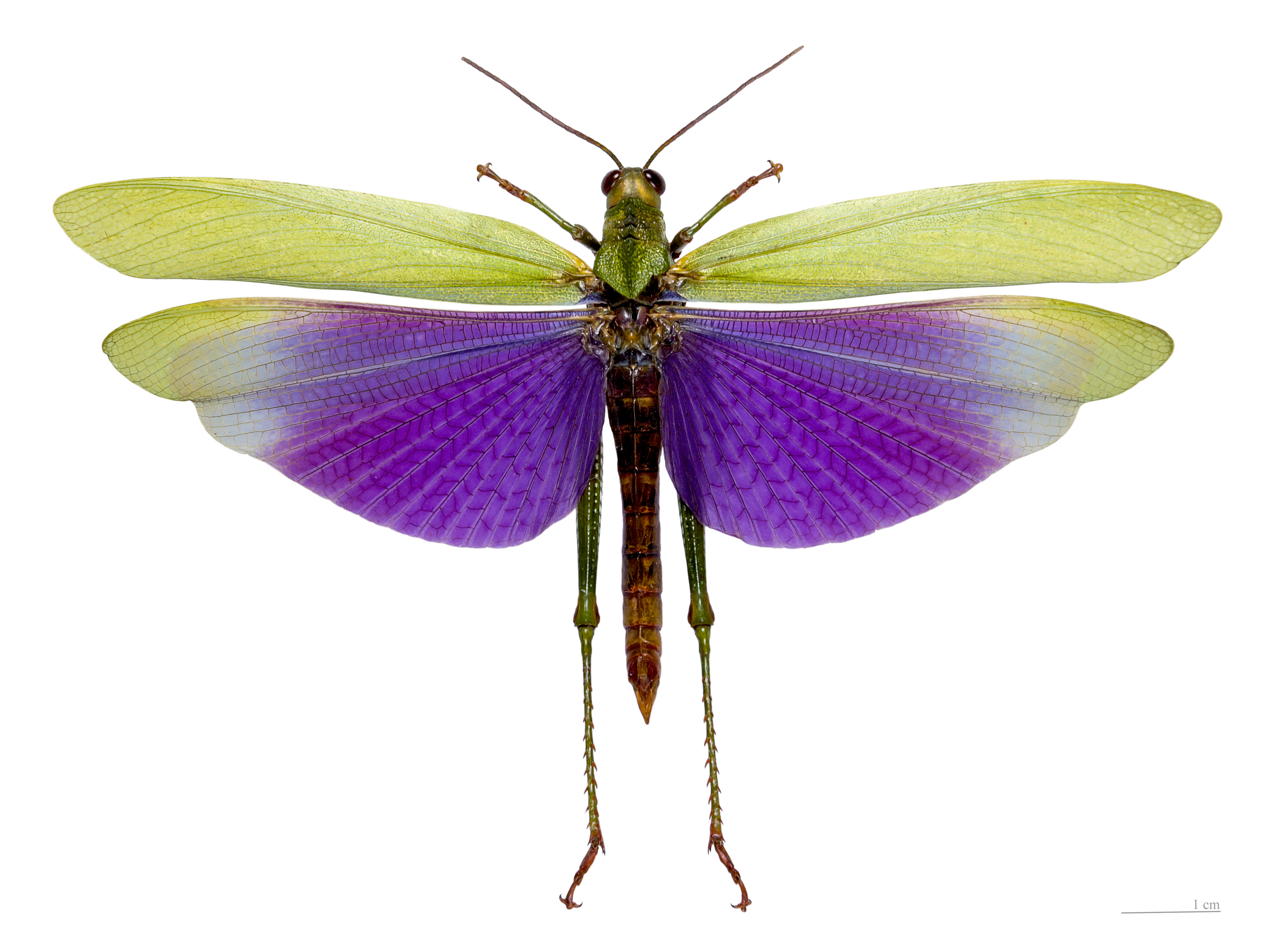
Romaleidae - Titanacris Albipes

Acridoidea MacLeay, 1819, è una superfamiglia di Insetti Ortotteri Celiferi, comprendente insetti comunemente chiamati cavallette.

## Sistematica
Gli Acridoidi rappresentano il raggruppamento sistematico più vasto nell'ambito dei Celiferi e in esso sono comprese la maggior parte delle cavallette più comunemente note. La suddivisione sistematica interna non è concorde sia per quanto riguarda l'elevazione di alcuni raggruppamenti al rango di famiglia o di sottofamiglia, sia nell'inclusione di alcune famiglie nella superfamiglia, e ha subito diverse revisioni negli ultimi 30 anni.
In particolare, gli Acridoidei farebbero parte di un vasto raggruppamento, interno ai Celiferi, denominato Acridomorpha, nel quale sono comprese alcune superfamiglie di Celiferi diffuse soprattutto negli ambienti tropicali. Alcune di queste superfamiglie sono generalmente distinte dagli Acridoidei altre sono, secondo l'autore, comprese in Acridoidea oppure distinte. La divergenza più marcata mette in discussione la posizione sistematica dei Pamphagoidea, che comprende alcune famiglie che secondo l'autore sarebbero distinte da Acridoidea oppure comprese a tutti gli effetti.
Il raggruppamento interno più numeroso e più rappresentativo fa capo alla famiglia Acrididae, comprendente anche le cavallette di maggior interesse economico, responsabili di gravi danni quando le popolazioni passano dalla fase solitaria alla fase gregaria.